# Băile 1 Mai
Băile 1 Mai (în maghiară Püspökfürdő, Băile Episcopiei) este o localitate-stațiune în comuna Sânmartin, județul Bihor, România, situată între satele bihorene Haieu, Cordău și Rontău, recunoscută pentru lacul geotermal cu flora datând încă din terțiar.